# (466280) 2013 PN5
(466280) 2013 PN5 es un asteroide perteneciente al cinturón de asteroides, descubierto el 8 de febrero de 2011 por el equipo Spacewatch desde el Observatorio Nacional de Kitt Peak (Arizona, Estados Unidos).